# گیلبرت مویوی
گیلبرت مویوی (انگلیسی: Gilbert Moevi; ۱ سپتامبر ۱۹۳۴ – ۲۶ فوریهٔ ۲۰۲۲) بازیکن فوتبال اهل فرانسه بود.
از باشگاه‌هایی که در آن بازی کرده‌است می‌توان به باشگاه فوتبال بوردو اشاره کرد.